# Го-но сен
Го-но сен (яп. 後の先, буквально «контратака після [ініціативи противника]») — один із фундаментальних принципів таймінгу в традиційних японських бойових мистецтвах, за яким боєць вступає у дію після виконання атаки супротивника, використовуючи її імпульс чи відкриття для ефективного удару чи кидка.
Го-но сен не є простою контратакою — це стан розуму та рівень концентрації під час бою. Правильно сказати, що це злиття з кожною атакою, а не просто оборона. Як принцип, го-но сен напрацьовується повторними тренувальними поєдинками, націленими на здійснення атакуючого і, одночасно з цим, оборонного руху, в результаті чого досягається найбільш дієве та раціональне для обох сторін завершення поєдинку.
Один із методів, які дозволяють перехопити ініціативу (ки), — це очікувати і спостерігати за рухами опонента: як тільки воно стане скоєним, оборонець може перехопити силу, що використовується при атаці, що зробить її, використовувану зброю і намір атакуючого неспроможними. Го-но сен зводить на «ні» всі бойові характеристики (складові) атакуючого, які існують, починаючи з поточного, наступного за атакою моменту, і що уможливлює завершити поєдинок своїм власним ки. Щоб це сталося, необхідно вчасно помітити і перехопити атакуючий рух — повинна бути гармонія між двома борцями, але тільки одному потрібно психічно і чуттєво оволодіти нею, що дасть можливість погасити іншого. Якщо ж опонент просто обороняється, буде лише «шок» та втрата енергії в обох сторін. Якщо ж всі умови дотримані і якщо є гармонія, то ця втрата буде лише у того, хто робить першу атаку.
Окрім бойового аспекту, го-но сен можна розглядати як частину філософського і морального кодексу, який може бути виражений терміном "дао" (в), що означає, що будок ніколи не повинен бути ініціатором у можливій і неминучій сутичці. У карате це виражено фразою: «У караті немає першого удару»

## Походження терміну
Термін складається з трьох ієрогліфів:
- 後 (го) — «після»
- の (но) — сполучний елемент «з/чиїйсь»
- 先 (сен) — «попереду», «першим»

## Історія та розвиток
Принципи го-но сен, сен-но сен (先の先, «ініціатива до ініціативи») та сен-сей-но сен (先々の先, «випередження випередження») сформувалися в школах кендзюцу періоду Едо (XVII—XIX ст.), коли майстри почали деталізувати різні рівні таймінгу.

## Концепція
- **Го-но сен** передбачає очікування початкового руху супротивника, виявлення слабкості чи розкриття цілей та застосування контрудару.
- **Сен-но сен** — атака трохи раніше, «чуя» намір противника.
- **Сен-сей-но сен** — повне випередження планів супротивника.

## Застосування

### Кендо
У кендо го-но сен використовується для блокувань і кидків після невдалого замаху супротивника.

### Карате
У карате реалізується через «мааї» (間合い) та «прискорену контратаку» після технічного проколу, особливо в стилях шотокан і годзю-рю.

### Айкідо
В айкідо захисник пропускає атаку у «порожнину», а потім контролює центр тяжіння нападника для завершального кидка.

## Види контратак
1. Тсукі-гае (突き返し) — зворотний укол після прямого прориву.
2. Кірі-гае (切り返し) — швидке підрізання після першого удару.
3. Учі-гае (打ち返し) — добивальний удар по відкритому простору захисту супротивника.

## Практична цінність
Го-но сен розвиває рефлекси, увагу до ритму атак, точність таймінгу і вміння «читати» наміри супротивника.